# 昆玉河铁路
昆玉河铁路，是中华人民共和国云南省的一条铁路线，也是东南亚泛亚铁路东线在中国境内的铁路路段。该线经昆明向南至河口口岸与越南铁路相接，全长370公里。其组成部分包括：
- 昆玉铁路（昆明至玉溪），全长88公里，1993年12月通车，2016年12月15日扩能改造建成通车[1]。
- 玉蒙铁路（玉溪至蒙自），全长141公里，2013年2月23日通车[2]。
- 蒙河铁路（蒙自至河口），全长141公里，2014年9月建成通车[3]。

2025年2月20日，越南國會批准了一项80亿美元的铁路投资，用于在习近平的“一带一路”倡议下升级这条连接中国边境城市河口窑、老街、河内和海防的铁路线。

## 路线
虽然新线与旧窄轨滇越铁路的昆明至河口段大致平行，但两条线路的走向却截然不同。新线途经通海县和建水县，位于旧米轨铁路（途经彝良县和开远县）以西约30公里处。
这条铁路线将连接三星、富士康、和硕等依赖中国零部件的全球巨头的主要制造基地。

### 昆明-玉溪
昆玉铁路是一条位于中国西南部云南省的单线铁路。该线路从昆明到玉溪，全长106公里，建于1989年至1993年。桥梁、隧道占线路总长度的22%。
昆玉铁路扩能改造工程于2010年开工，2016年竣工，2016年12月29日起开行动车组列车。
支线玉磨铁路于2021年12月开通。它从玉溪延伸至磨憨，并与中老边境的磨万铁路相连。

### 玉溪-蒙自
该线路从云南中部的玉溪到云南南部的蒙自市，全长141公里。工程于2005年12月15日开工，并于2012年8月中旬竣工，2013年2月23日正式投入商业运营。
沿线城镇有玉溪、通海、建水、蒙自等。

### 蒙自-河口
蒙河铁路从云南南部的蒙自市到与越南接壤的河口瑶族自治县，全长141公里。该线路于2008年12月开工建设，2014年12月投入运营，昆明至河口每日开行两趟列车，运行时间为6小时。因此，河口与昆明之间恢复了定期客运服务，部分列车开往大理。
蒙河铁路的关键节点之一就是太阳寨隧道。这条隧道全长7414米，位于河口县瑶山乡。据报道，施工人员在这条隧道内的工作条件极其艰苦：隧道内温度高达43摄氏度，相对湿度高达98%，被工人们戏称为“桑拿隧道”。该隧道于2013年9月开挖完成，确保了整个铁路项目能够按时于2014年底竣工。

## 与河老米轨线连接
河口北站设有一条短米轨连接线，方便旅客和货物双向转运至滇越铁路越南米轨段。

## 图像

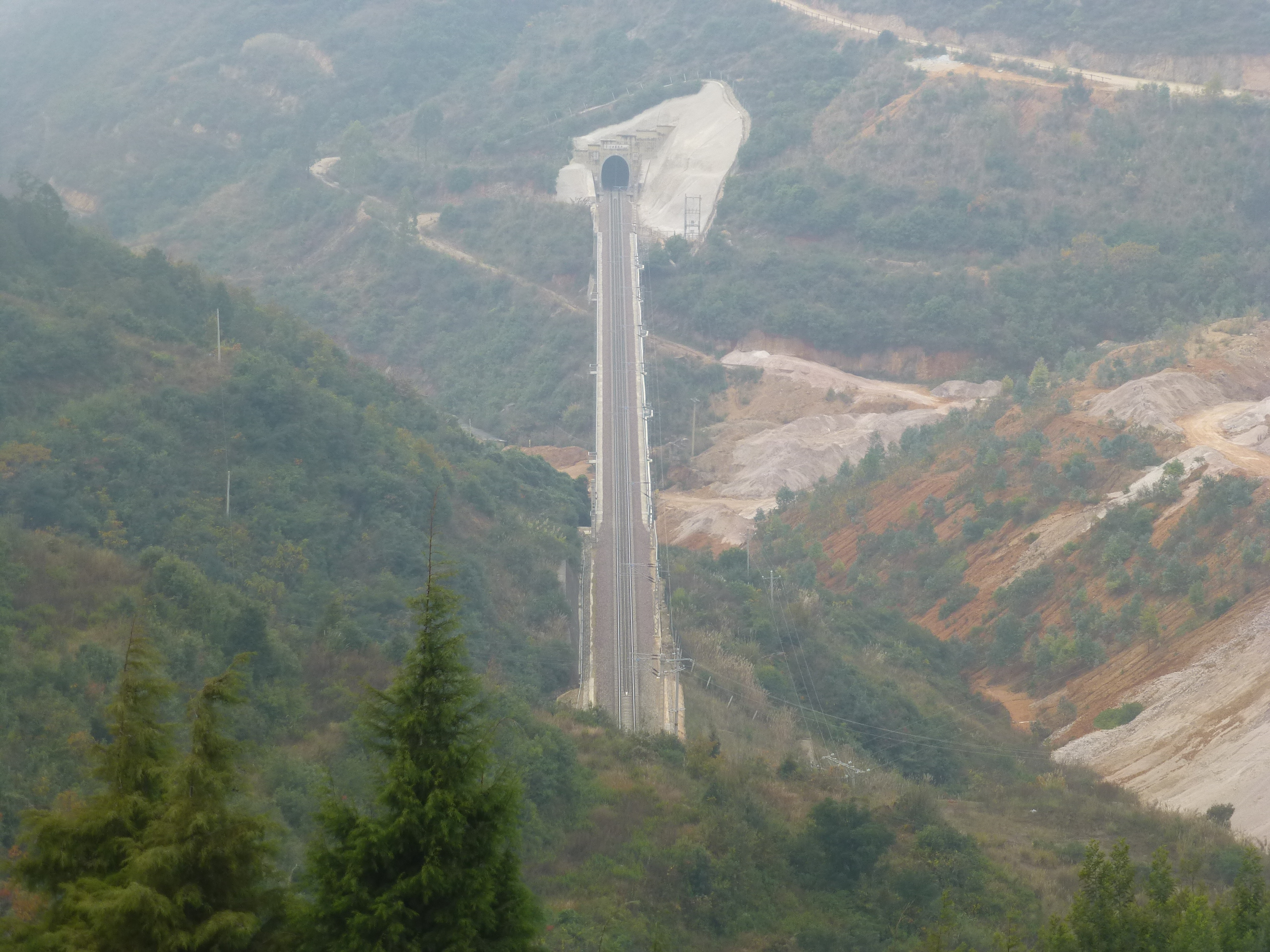
小杏寨隧道入口，位于玉溪和通海之间
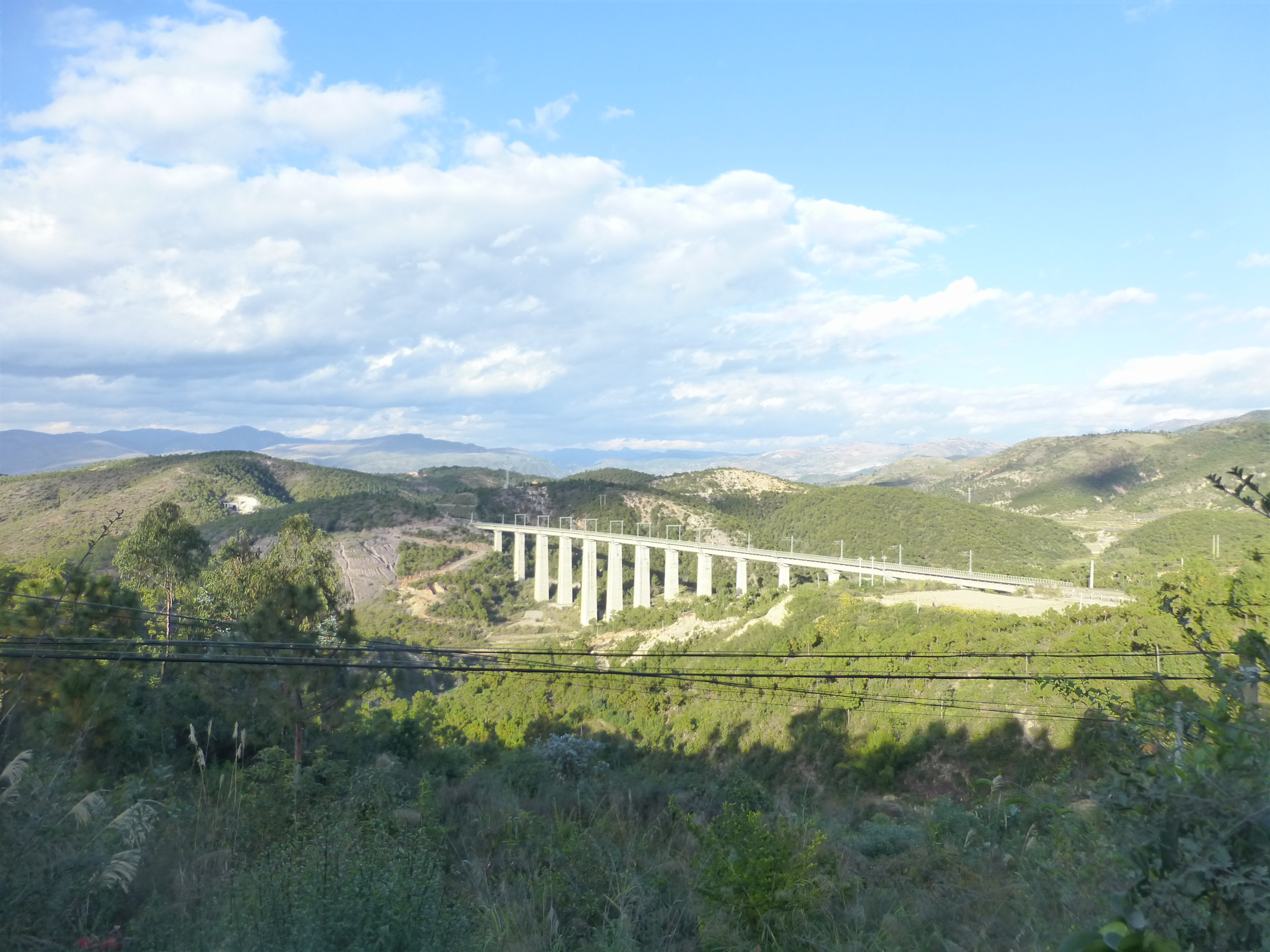
通海与建水之间两段隧道之间的高架路段
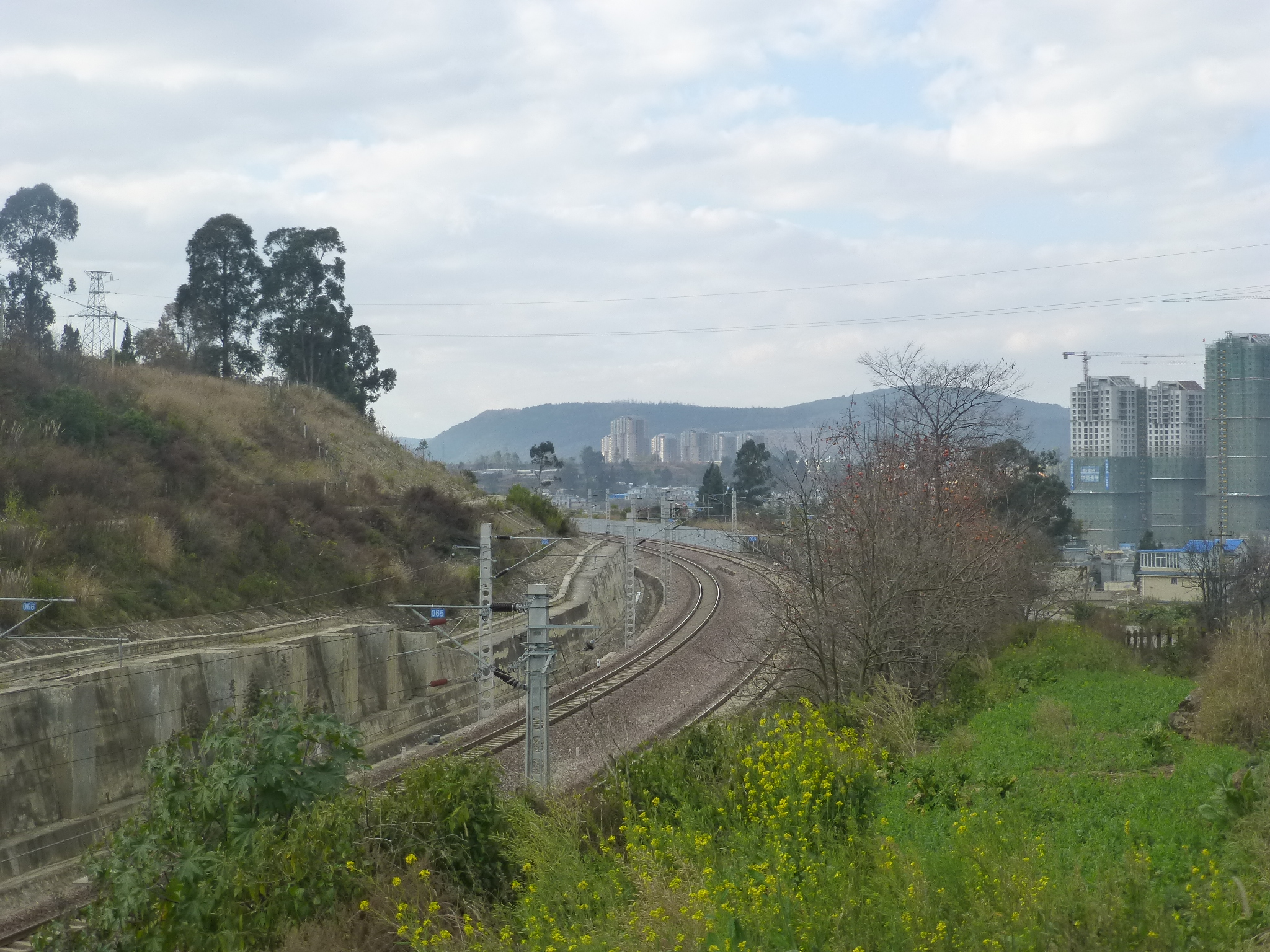
昆明至玉溪铁路位于昆明市西山区海口街道
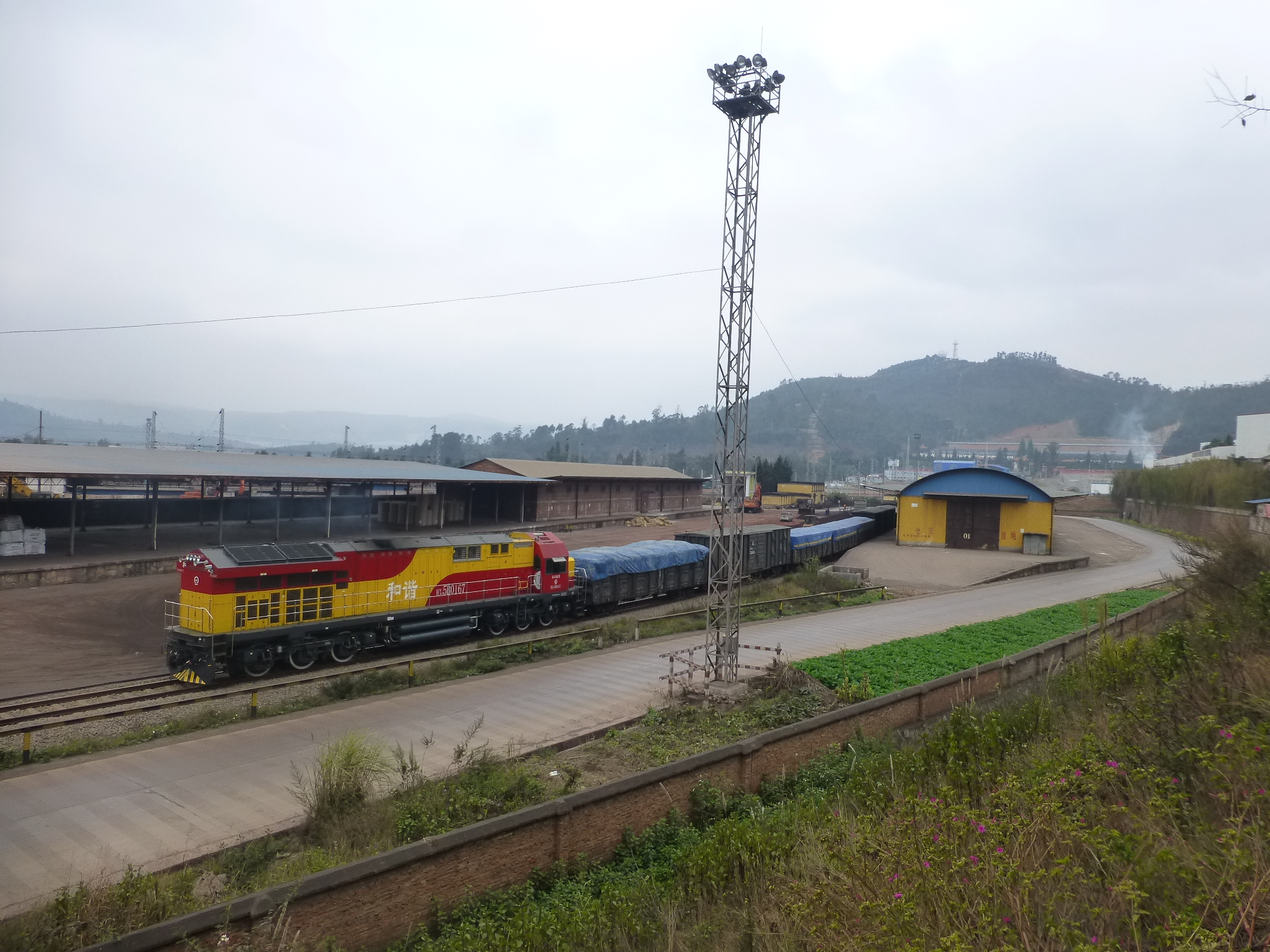
玉溪南站是昆明至玉溪铁路的南端，是服务于重要工业区的货运站
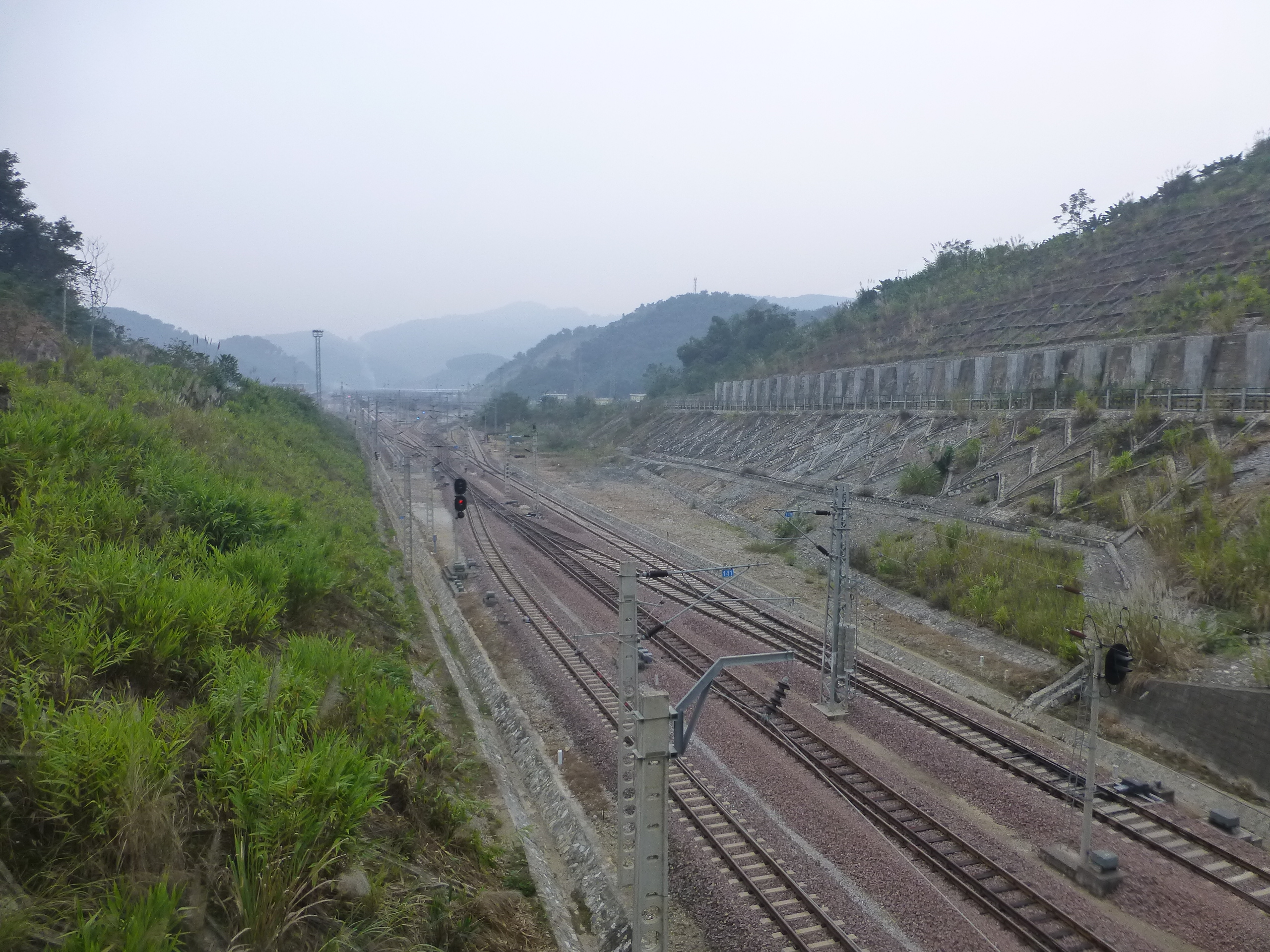
标准轨昆河铁路的南端终点站，在河口北站采用米轨，然后开往越南。